# Hygrophoraceae
A Hygrophoraceae é uma família de fungos da ordem Agaricales. Originalmente concebida como contendo cogumelos agáricos de lamelas grossas e esporos brancos, incluindo as espécies dos gêneros Hygrophorus e Hygrocybe, as evidências de DNA ampliaram os limites da família, de modo que agora ela contém não apenas agáricos, mas também basidiolíquens e fungos corticioides. As espécies são, portanto, diversas e podem ser ectomicorrízicas, liquenizadas, associadas a musgos ou saprófitas. A família contém 34 gêneros e mais de 1.000 espécies. Nenhuma delas tem grande importância econômica, embora os cogumelos de algumas espécies de Hygrocybe e Hygrophorus sejam considerados comestíveis e possam ser coletados para venda nos mercados locais.

## Taxonomia

### História
A família Hygrophoraceae foi proposta pela primeira vez pelo botânico holandês Johannes Paulus Lotsy em 1907, para acomodar os agáricos com lamelas espessas e cerosas e esporos brancos. O conceito de família de Lotsy incluía não apenas os gêneros relacionados à Hygrophorus, Hygrocybe, Camarophyllus (= Hygrophorus) e Godfrinia (= Hygrocybe), mas também Gomphidius (apesar de seus esporos enegrecidos) e Nyctalis (= Asterophora). Nem todos os autores subsequentes aceitaram a Hygrophoraceae; Carleton Rea (1922), por exemplo, continuou a colocar esses gêneros dentro de uma Agaricaceae amplamente definida.
Em sua importante e influente revisão das Agaricales, no entanto, Rolf Singer (1951) aceitou a Hygrophoraceae, omitindo Gomphidius e Nyctalis, mas incluindo Neohygrophorus. A circunscrição de Singer, com alguns acréscimos posteriores, foi seguida pela maioria dos autores até a década de 1990. Assim, a edição de 1995 do Dictionary of the Fungi listou Austroomphaliaster, Bertrandia (=Hygrocybe), Camarophyllopsis, Cuphophyllus, Humidicutis, Hygroaster, Hygrocybe, Hygrophorus, Hygrotrama (= Camarophyllopsis), Neohygrophorus (=Pseudoomphalina) e Pseudohygrocybe (=Hygrocybe) como gêneros da Hygrophoraceae. Cornelis Bas (1990), no entanto, não considerou o grupo distinto, colocando os gêneros higroforoides dentro da Tricholomataceae, uma disposição seguida pela edição seguinte (2001) do Dictionary of the Fungi. Em contraste, Marcel Bon (1990) acreditava que a Hygrophoraceae era tão distinta que colocou a família em sua própria ordem separada, a Hygrophorales (=Agaricales).

### Status atual
Pesquisas moleculares recentes, com base na análise cladística de sequências de DNA, sugerem que as Hygrophoraceae são distintas das Tricholomataceae e são monofiléticas (e, portanto, um agrupamento natural). Os gêneros Camarophyllopsis e Neohygrophorus, no entanto, não pertencem à família, mas vários outros gêneros agáricos e não agáricos pertencem. Os gêneros agáricos incluem Ampulloclitocybe, Cantharellula e Lichenomphalia, bem como o gênero Arrhenia, parcialmente agárico e parcialmente cifeloide [en]. Os gêneros não agáricos incluem os gêneros corticioides Eonema (anteriormente colocado em Athelia) e Cyphellostereum, bem como os gêneros basidiolíquens [en] Acantholichen, Cora [en], Corella e Dictyonema. Como resultado, as Hygrophoraceae, como atualmente compreendidas, não têm características morfológicas conhecidas em comum que as definam (sinapomorfia).

## Habitat, nutrição e distribuição
A maioria das espécies da Hygrophoraceae vive no solo, embora algumas (como as espécies de Chrysomphalina) ocorram na madeira, em musgos (espécies de Arrhenia) ou em caules herbáceos (Eonema pyriforme). A maioria é encontrada em florestas, embora (pelo menos na Europa) as espécies de Hygrocybe sejam típicas de campos de pastagens pobres em nutrientes.
As espécies são nutricionalmente diversas. As espécies de Hygrophorus são ectomicorrízicas, geralmente formando associações com as raízes de árvores vivas. Atualmente, acredita-se que as espécies de Hygrocybe sejam associadas a musgos, assim como algumas ou todas as espécies de Arrhenia e Cantharellula. Três gêneros, Acantholichen, Dictyonema e Lichenomphalina, são basidiolíquens, formando associações com algas e cianobactérias. Alguns gêneros, como Ampulloclitocybe e Eonema, podem ser saprófitos.
Os membros da Hygrophoraceae estão distribuídos em todo o mundo, desde os trópicos até as regiões subpolares.

## Uso econômico
Os cogumelos de algumas espécies de Hygrophorus e Hygrocybe são comestíveis e amplamente coletados, as vezes sendo colocados à venda em mercados locais. Exemplos de cogumelos silvestres coletados e vendidos incluem Hygrophorus russula, H. purpurascens, H. chrysodon e H. hypothejus no México; e H. eburneus e H. latitabundus nos Pireneus espanhóis. O Hygrophorus gliocyclus era usado como alimento pelos povos St'at'imc e Nlaka'pamux do Canadá. Nenhum é cultivado comercialmente.

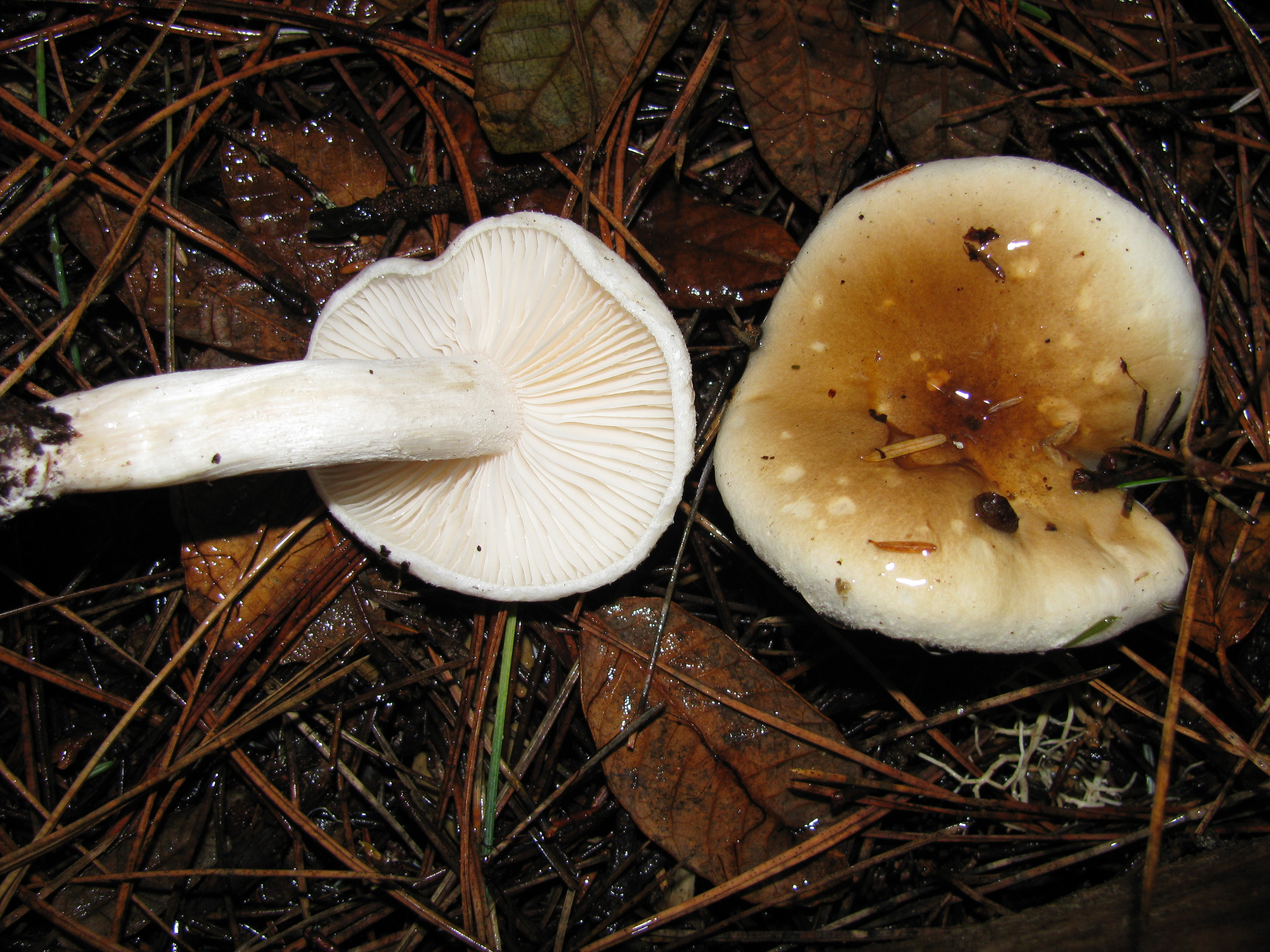
Hygrophorus bakerensis
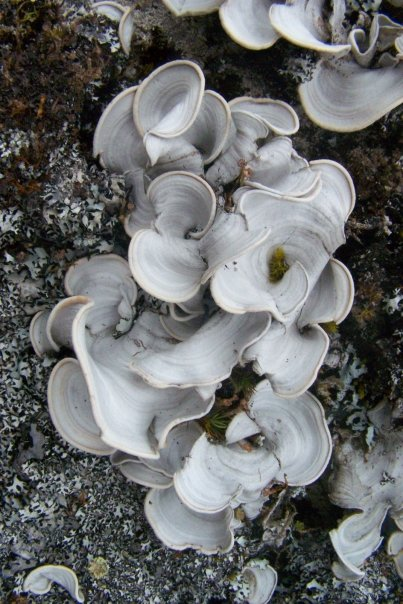
Cora pavonia
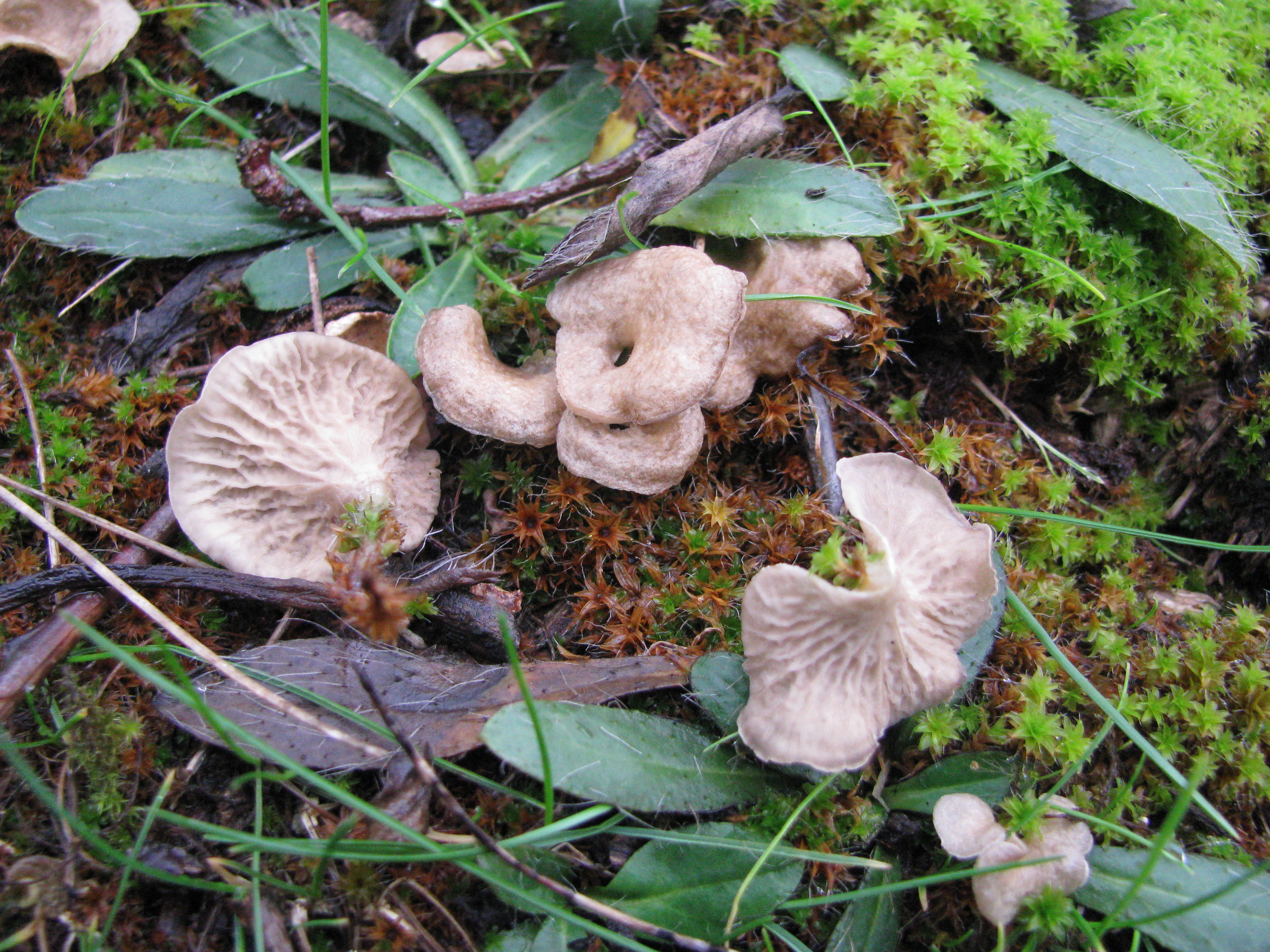
Arrhenia spathulata
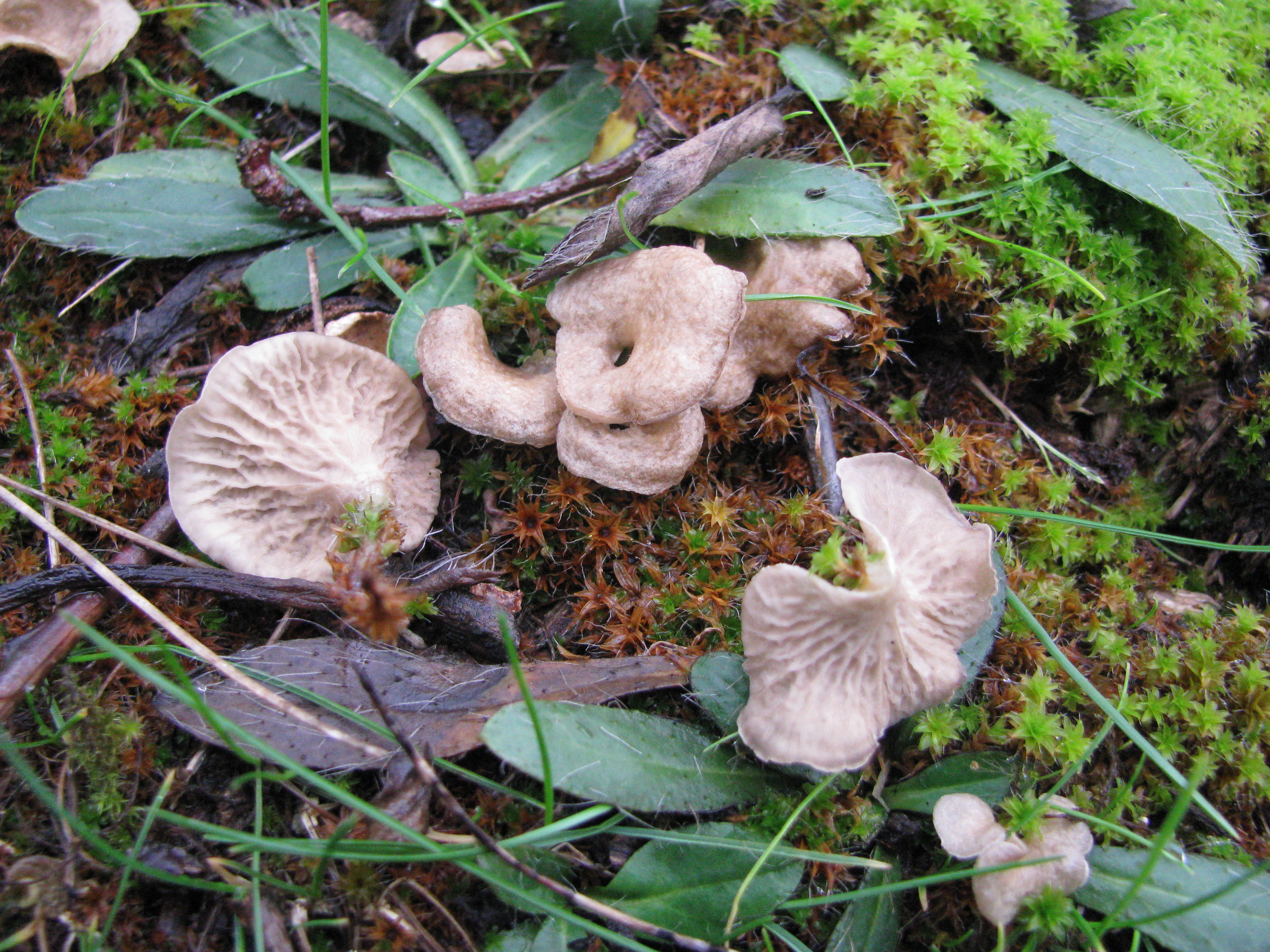
Arrhenia spathulata
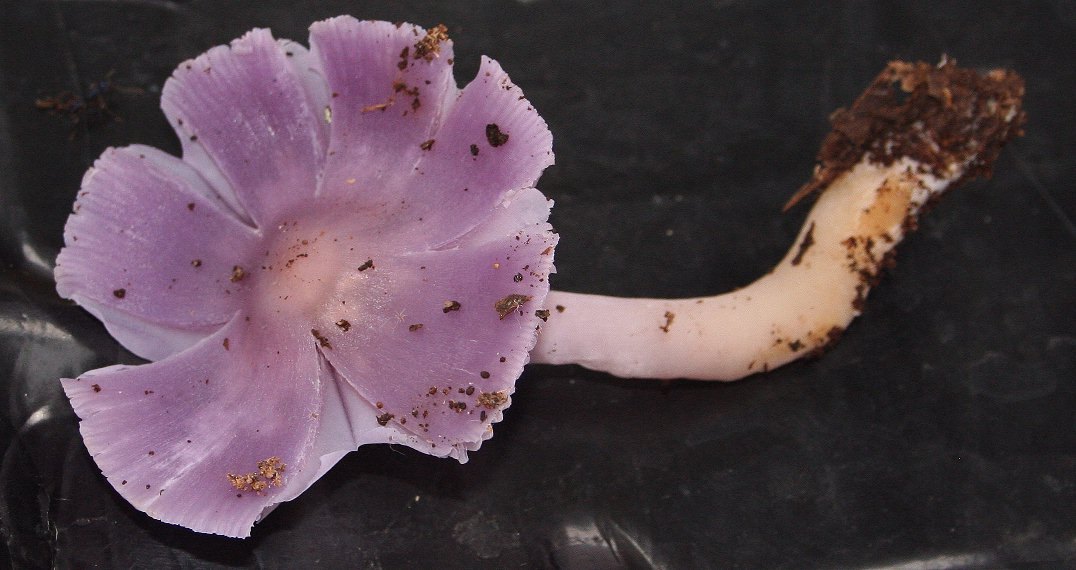
Humidicutis lewelliniae
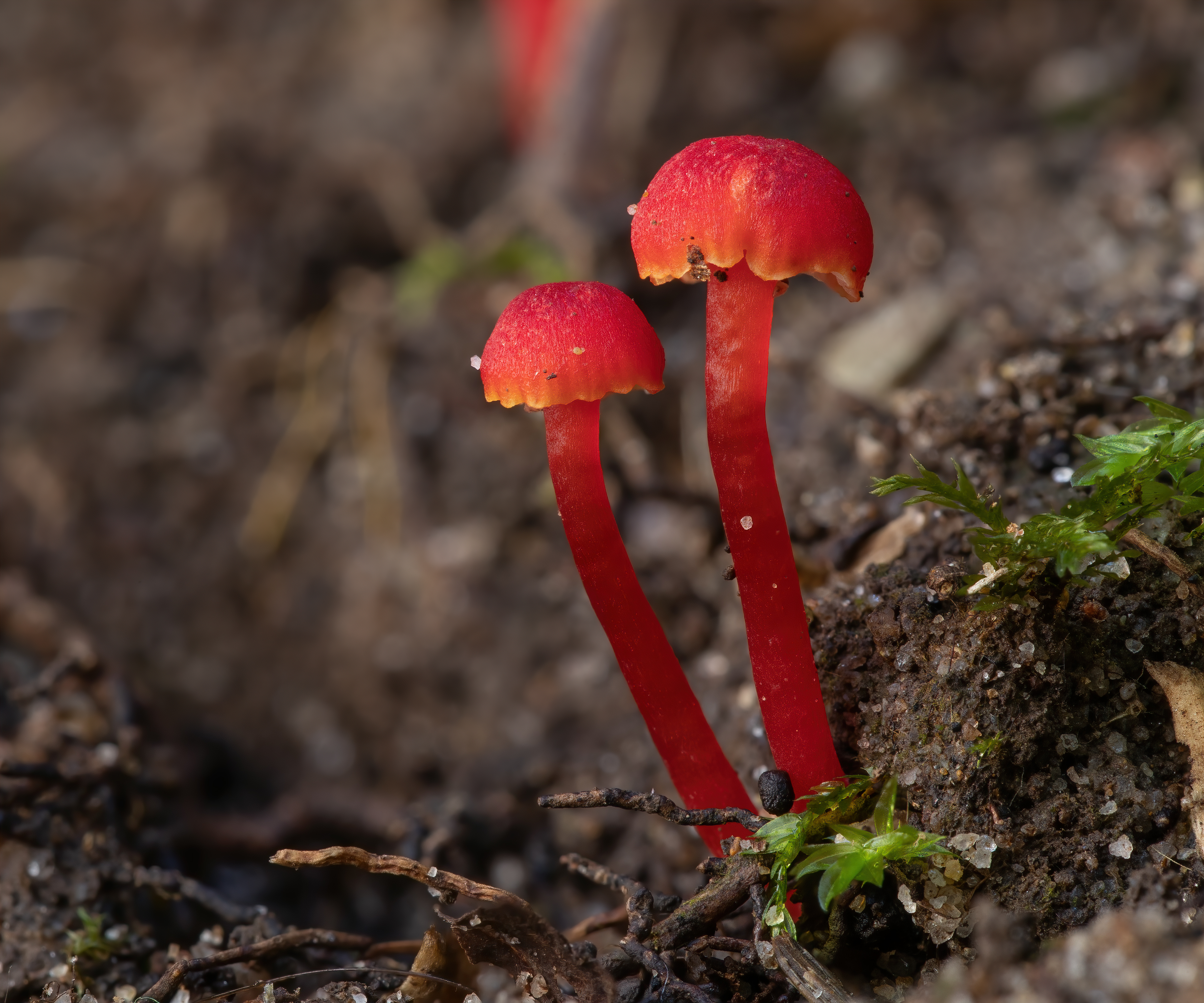
Hygrocybe miniata

### Literatura citada
- Dugan FM. (2011). Conspectus of World Ethnomycology. St. Paul, Minnesota: American Phytopathological Society. ISBN 978-0-89054-395-5
- Lodge DJ, Padamsee M, Matheny PB, Aime MC, Cantrell SA, Boertmann D,  et al. (2014). «Molecular phylogeny, morphology, pigment chemistry and ecology in Hygrophoraceae (Agaricales)» (PDF). Fungal Diversity. 64 (1): 1–99. doi:10.1007/s13225-013-0259-0